# Мизано ди Ђера д'Ада
Мизано ди Ђера д'Ада (итал. Misano di Gera d'Adda) је насеље у Италији у округу Бергамо, региону Ломбардија.
Према процени из 2011. у насељу је живело 2806 становника. Насеље се налази на надморској висини од 109 м.

## Становништво
Према резултатима пописа становништва 2011. у општини је живело 2.927 становника.
| 1936. | 1951. | 1961. | 1971. | 1981. | 1991. | 2001. | 2011. |
| ----- | ----- | ----- | ----- | ----- | ----- | ----- | ----- |
| 1.490 | 1.591 | 1.578 | 1.665 | 1.985 | 2.203 | 2.590 | 2.927 |